# Hypomyces novae-zelandiae
Hypomyces novae-zelandiae är en svampart som beskrevs av Dingley 1951. Hypomyces novae-zelandiae ingår i släktet Hypomyces och familjen Hypocreaceae.   Inga underarter finns listade i Catalogue of Life.